# Diplocephalus montaneus
Diplocephalus montaneus là một loài nhện trong họ Linyphiidae.
Loài này thuộc chi Diplocephalus. Diplocephalus montaneus được Andrei V. Tanasevitch miêu tả năm 1992.